# Ange Basterga
Ange Basterga, né le 7 octobre 1981 à Villepinte, est un acteur, réalisateur et scénariste français.

## Biographie

### Jeunesse et formations
Ange Basterga est originaire de Bastelica Bastelicaccia en Corse-du-Sud. Il grandit en région parisienne et exerce tout d'abord le métier de banquier, puis décide de se consacrer à sa passion du cinéma. « Déjà, à l'âge de 13 ans, après avoir vu Les Affranchis de Martin Scorsese, je me suis dit que je voulais faire ce métier. Cela a été un choc de voir la perfection de ce film ». Il suit des cours de comédie à l'Acting International et décroche ses premiers rôles au cinéma dans Cyprien, Les Francis et dans les séries télévisées Mafiosa, La Vie devant elles. 

### Carrière
En 2011, Ange Basterga écrit le scénario d'un premier court-métrage Ter-Ter dans lequel il donne la réplique à Thierry Neuvic. Le film est présenté au Festival de Cannes dans la section Banlieuz'Art,.
En 2016, il écrit et joue dans son second court-métrage Premier Jour qui relate le premier jour d'une jeune policière mutée au 36, quai des Orfèvres, avec Thierry Neuvic et Anissa Allali. Ce huis clos noir est sélectionné au Festival de Sundance, est primé au Festival du Polar de Cognac et au Mindfield Film Festival de Los Angeles,.
En 2017, il signe le scénario de son premier long-métrage Caïd qu'il coréalise et autoproduit avec Nicolas Lopez. Tourné en quatre jours dans une cité de Martigues pour un budget de 70 000 euros avec des acteurs amateurs, le film reçoit le prix du meilleur film au 22e Festival du film de Cognac et évoque la vie d'un dealer-rappeur qui accepte d'être filmé dans son quotidien par une équipe de journalistes.« On n'a pas fait un film à la gloire de la voyoucratie, c'est un "film social", il y a un message aux jeunes pour leur dire que ce n'est pas le chemin à suivre ».
Le film n'ayant pas trouvé de diffuseur il ne sort pas en salles. Noor Sadar via Frenchkiss Pictures et Netflix s'intéressent alors au projet. Le concept créé par Ange Basterga est adapté en une série de 10 épisodes de 10 minutes et retourné avec les mêmes acteurs. « Mon rêve était de faire le Gomorra français. Donc, quand j'ai eu cette proposition de mise en série, c'était une véritable opportunité. Ils nous ont fait une confiance totale et nous avons pu garder tous les acteurs de la genèse du film ». La série éponyme est disponible depuis le 10 mars 2021 sur Netflix,. Coréalisée avec Nicolas Lopez elle est un remake du long métrage écrit par Ange Basterga. Saluée par la presse, Caïd se classe à la première place du top 10 France lors de sa première semaine,,.

## Filmographie

### Réalisateur

#### Court métrage
- 2010 : Battu(e)

#### Longs métrages
- 2017 : Caïd, coréalisé avec Nicolas Lopez

#### Série télévisée
- 2021 : Caïd, coréalisé avec Nicolas Lopez
- 2026 : Vendetta

### Scénariste

#### Courts métrages
- 2010 : Battu(e) d'Ange Basterga
- 2011 : Ter-Ter de Fabien Carrabin et David Lucchini
- 2016 : Premier Jour de Yohann Charrin

#### Longs métrages
- 2017 : Caïd d'Ange Basterga et Nicolas Lopez

#### Série télévisée
- 2021 : Caïd, coécrit avec Nicolas Lopez
- 2026 : Vendetta d'Ange Basterga

### Acteur

#### Longs métrages
- 2008 : Cyprien de David Charhon
- 2010 : Hors-la-loi de Rachid Bouchareb : le malfrat
- 2014 : Les Francis de Fabrice Begotti : le gendarme
- 2014 : Bird People de Pascale Ferran
- 2014 : Brooklyn de Pascal Tessaud
- 2015 : Kickback de Franck Phelizon : un patient
- 2015 : Voyoucratie de Fabrice Garçon et Kévin Ossona
- 2017 : Caïd d'Ange Basterga et Nicolas Lopez
- 2019 : Banlieusards de Kery James et Leïla Sy
- 2020 : Bronx de Olivier Marchal[14]

#### Courts métrages
- 2009 : Dogfight d'Antoine Elizabé : Sly (moyen-métrage) [15]
- 2010 : Battu(e) d'Ange Basterga : Sylvain
- 2011 : Talion de Vincent Heneine
- 2011 : Ter-Ter de Fabien Carrabin et David Lucchini : Santu
- 2013 : La Petite Cantate de Jordi Avalos : Roman (moyen-métrage)
- 2014 : Empreinte de Derka
- 2015 : Jeanne de Nicolas Khamsopha : Gael Prigent
- 2015 : Verset criminel de Nicolas Lopez et Sylvain Pelissier
- 2016 : Premier Jour de Yohann Charrin : Seb Cabral
- 2017 : Plane de Jonas Dinal : le policier

#### Téléfilms
- 2012 : Yann Piat, chronique d'un assassinat d' Antoine de Caunes : Pericolo
- 2017 : Le Viol d'Alain Tasma

#### Séries télévisées
- 2011 : Les Beaux Mecs de Gilles Bannier
- 2012 : Mafiosa : Anto (saison 4)
- 2016 : La Vie devant elles (saison 2)
- 2017 : Commissariat central (saison 2)
- 2019 : Le Temps est assassin de Claude-Michel Rome : Félix Mariani

## Distinctions

### Récompenses
- Festival du Polar de Cognac 2016 : Meilleur court-métrage pour Premier Jour
- Mindfield Film Festival Los Angeles 2017 : Silver Award du meilleur film pour Premier Jour
- Les Nuits méditerranéennes du court métrage 2017 : Prix cinéma Le Régent pour Premier Jour[16]
- Festival du Polar de Cognac 2017  : Grand prix du film long-métrage de cinéma pour Caïd
- Festival du film politique de Porto-Vecchio 2018 : Prix du public du meilleur documentaire pour Caïd

### Nominations et sélections
Ter-Ter
- Festival de Cannes 2011 : sélection « Banlieuz’art »
- Your film festival de Ridley Scott 2011 : sélectionné
- Festival Polar de Cognac 2011 : sélectionné

Premier Jour
- Festival de Sundance 2016 (Sundance Channel Shorts) : sélectionné
- Urban Films Festival 2016 : sélectionné